# Brücklinghof
Brücklinghof ist ein Ortsteil der Stadt Oberviechtach im Oberpfälzer Landkreis Schwandorf (Bayern).

## Geographische Lage
Der Weiler Brücklinghof besteht aus drei Gehöften, die etwas voneinander entfernt westlich der Ostmarkstraße zwischen Niedermurach und Teunz liegen.

## Geschichte
Zum 23. März 1913 (Osterfest) wurde Brücklinghof als Teil der Pfarrei Niedermurach mit zwei Häusern und zehn Einwohnern aufgeführt.
Brücklinghof gehörte am 31. Dezember 1969 zur Gemeinde Oberviechtach.
Am 31. Dezember 1990 hatte Brücklinghof 11 Einwohner und gehörte zur Pfarrei Niedermurach.